# John Muir Trail

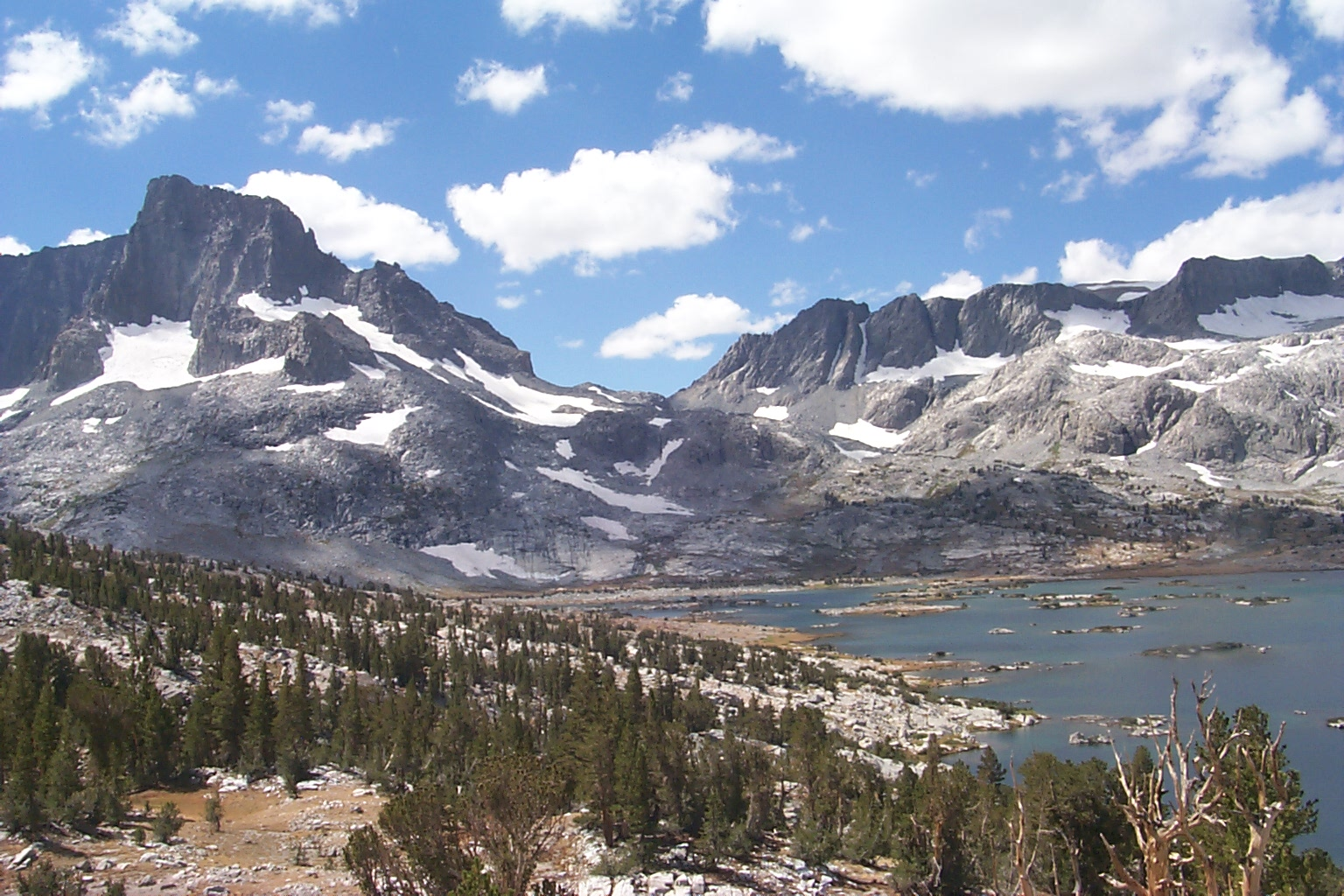
Ansel Adams Wilderness

John Muir Trail – pieszy szlak długodystansowy w amerykańskim stanie Kalifornia. Szlak ma długość około 340 kilometrów i w dużej mierze pokrywa się z dłuższym szlakiem Pacific Crest National Scenic Trail. Trasa prowadzi od doliny Yosemite na północy do wierzchołka góry Mount Whitney na południu i przebiega przez trzy parki narodowe: Yosemite, Kings Canyon i Sekwoi, a także przez las narodowy Inyo National Forest i pomnik narodowy Devils Postpile. Nazwa szlaku pochodzi od Johna Muira.